# كات أيرون
كات أيرون (بالإنجليزية: Cat Iron)‏ هو مغني أمريكي، ولد في 1896، وتوفي في 1958.

## وصلات خارجية
- كات أيرون على موقع ميوزك برينز (الإنجليزية)
- كات أيرون على موقع ديسكوغز (الإنجليزية)